# Georgia (namn)

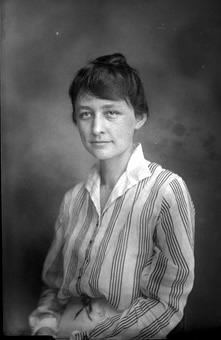
Georgia O'Keeffe

Kvinnonamnet Georgia är bildat av det grekiska ordet georgos som betyder jordbrukare. Den maskulina formen av namnet är Georg eller Georgius.
Den 31 december 2014 fanns det totalt 375 kvinnor folkbokförda i Sverige med namnet Georgina, varav 254 bar det som tilltalsnamn.
Namnsdag: saknas

## Personer med namnet Georgia
- Georgia Byng, brittisk författare
- Georgia Destouni, svensk hydrolog
- Georgia Engel, amerikansk skådespelare
- Georgia Gould, amerikansk tävlingscyklist
- Georgia King, skotsk skådespelare
- Georgia Lind, tysk skådespelare
- Georgia Moffett, brittisk skådespelare
- Georgia O'Keeffe, amerikansk konstnär